# Čerević
Čerević (en serbe cyrillique : Черевић ; en hongrois : Cserög) est une localité de Serbie située dans la province autonome de Voïvodine. Elle fait partie de la municipalité de Beočin dans le district de Bačka méridionale. Au recensement de 2011, elle comptait 2 800 habitants.
Čerević, officiellement classé parmi les villages de Serbie, est une communauté locale, c'est-à-dire une subdivision administrative, de la municipalité de Beočin.

## Géographie

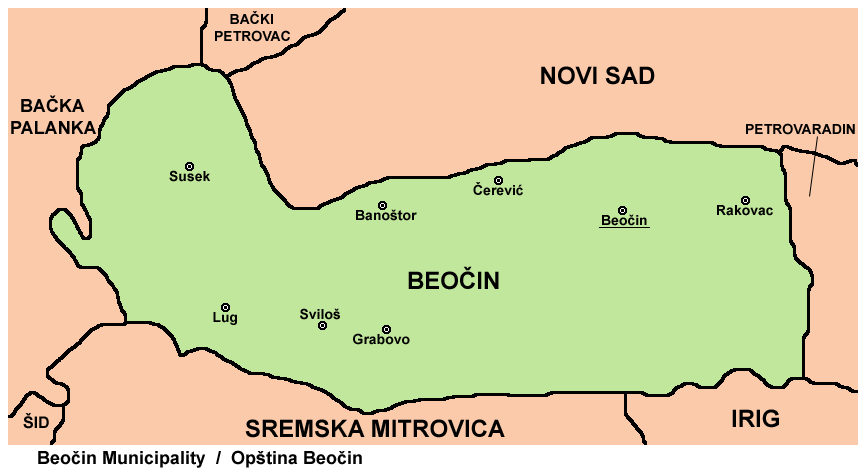
Localisation de Čerević dans la municipalité de Beočin

Bien qu'elle fasse partie du district de Bačka méridionale, la localité est en fait située dans la région de Syrmie. Elle s'étend le long du Danube, à l'embouchure du Čerevićki potok et du fleuve, et au pied de la Fruška gora ; une partie du village est construite sur les pentes septentrionales du massif. Čerević se trouve à 24 kilomètres de Novi Sad. Čerević est traversé par une route régionale qui longe le Danube et conduit de Novi Sad et de Beočin à Ilok, en Croatie.
Le hameau de Šakotinac et la communauté de Brazilija sont situés sur le territoire du village sans en faire officiellement partie ; Brazilija s'étend le long d'une route nationale et Šakotinac le long du ruisseau du Šakotinački potok (également appelé Šakotinac), à l'est de Čerević, près de Beočin. 

## Histoire
Le secteur de Čerević est habité depuis le Néolithique. L'actuel village est mentionné pour la première fois en 1237, quand le roi de Hongrie Béla IV fit cadeau de son territoire aux moines cisterciens de Petrovaradin. Il est encore mentionné en 1339 en tant que village fortifié puis, en 1372, en tant que bourg. Avec l'arrivée des Ottomans au début du XVIe siècle, la population se déplaça et le village fut considéré comme désert. Un nouveau village se forma à cet emplacement au début du XVIIIe siècle.
Avant la Seconde Guerre mondiale, de nombreux Allemands vivaient dans le village ; pendant la guerre, 87 civils y furent tués par les nazis et, après la guerre, une grande partie de la population germanique dut prendre le chemin de l'exil.

## Démographie

### Évolution historique de la population
| 1948  | 1953  | 1961  | 1971  | 1981  | 1991  | 2002  | 2011  |
| ----- | ----- | ----- | ----- | ----- | ----- | ----- | ----- |
| 1 754 | 1 862 | 2 096 | 2 144 | 2 527 | 2 510 | 2 826 | 2 800 |

|  |

### Données de 2002
Pyramide des âges (2002)
En 2002, l'âge moyen de la population était de 37,8 ans pour les hommes et 40,4 ans pour les femmes.
Répartition de la population par nationalités (2002)
En 2002, les Serbes représentaient un peu plus de 80 % de la population ; le village comptait une minorité de Croates représentant près de 6 % de la population.

### Données de 2011
En 2011, l'âge moyen de la population était de 42,6 ans, 41,5 ans pour les hommes et 43,7 ans pour les femmes.

## Économie
Environ 10 % de la population active travaille dans le secteur de l'agriculture. Une partie de la population travaille à la cimenterie Lafarge de Beočin.

## Vie locale
Čerević possède un club de football et un club d'échecs appelé Sremac, une société de chasse et une association de pompiers volontaires. On y trouve aussi une poste, un centre médical, une section d'école maternelle et une école élémentaire (en serbe : osnovna škola).

## Tourisme

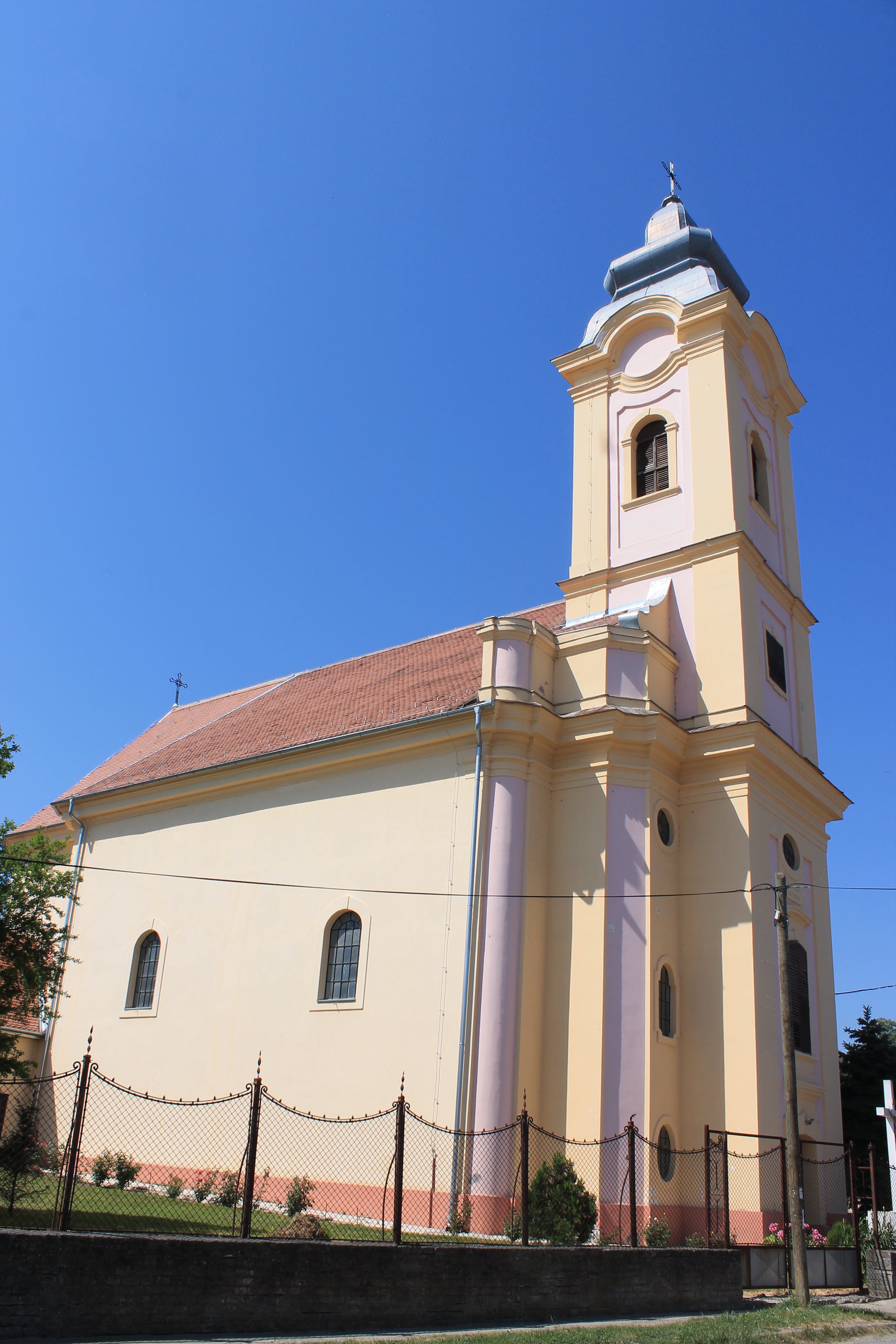
L'église Saint-Joseph.

Le village abrite deux églises inscrites sur la liste des monuments culturels de grande importance de la république de Serbie : l'église catholique Saint-Joseph, construite en 1776, et l'église orthodoxe Saint-Sava qui remonte au XVIIIe siècle. La maison natale de Dimitrije Lazarov Raša, située à Čerević, est elle aussi classée.
Une route asphaltée conduit de Čerević au parc national de la Fruška gora ; sur son territoire se trouvent les hameaux de Testera et Andrevlje, qui accueillent de nombreux vacanciers.

## Personnalités
Plusieurs personnalités du monde des Lettres et des Arts sont nées à Čerević : l'écrivain et poète Jovan Grčić Milenko (1846-1875), le peintre Milenko Šerban (1907-1979) et le sculpteur Jovan Soldatović (1920-2005). Le héros national Dimitrije Lazarov Raša (1925-1948) est également originaire du village.

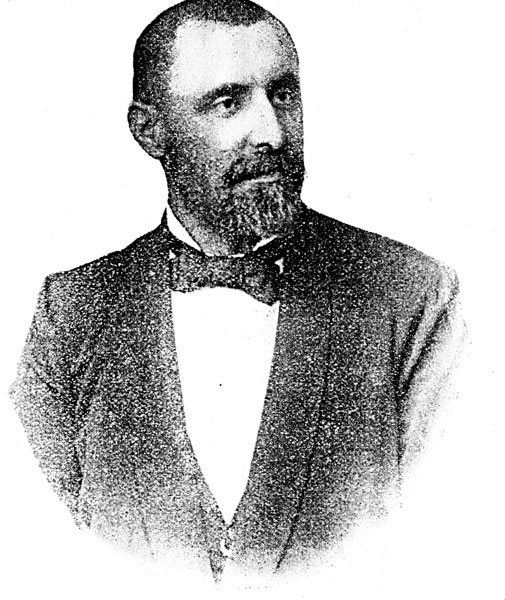
Jovan Grčić Milenko